# Стадион Лагатор
Стадион Лагатор  је фудбалски стадион у Лозници, Србија. Локални клуб ФК Лозница из Српске лиге Запад игра домаће мечеве на њему. Стадион има укупан капацитет од 8.030 седишта.

## Локација
Стадион се налази у градском кварту "Лагатор", одакле и потиче његово назив. Заједно са халом Лагатор (затворена арена) и осталим спортским објектима који су у близини, он чини главни спортски центар Лознице.

## Историја
Оригинални стадион је изграђен након завршетка Другог светског рата. 1989. године почела је изградња новог главног трибинског дела на западној страни. Већина радова је завршена следеће године, али главна трибина и њена опрема су у потпуности завршени тек 1996. године. У периоду од 1994. до 1997. године изграђена је нова, потпуно кровна, источна трибина. Захваљујући реновирању, стадион је био домаћин састанцима националних омладинских тимова. 
У децембру 2020. године, Влада Србије прихватила је понуду компанија Термомонт, Теминг Електротехнологија, МПП Јединства, Геоурб и других, у износу од 30,62 милиона евра за изградњу новог стадиона. Почетком 2021. године, стари стадион је потпуно срушен (последњи лигашки меч одигран је 28. новембра 2020. године).
Стадион је отворен 18. новембра 2023. утакмицом Српске лиге Запад између Лознице и Врело Спорта која је завршена победом Лознице резултатом 3:2. Отварању су присуствовали председник Фудбалског савеза Србије Драган Џајић и председник Србије Александар Вучић.
Стадион је првобитно пројектован да буде изграђен као УЕФА четврта категорија, али се суочио са вишеструким проблемима током своје изградње, што је довело до немогућности да се одмах након отварања обезбеди било каква сертификација. Процене до 2024. године предвиђају да ће се услед недостатака повећати трошкови за отприлике 0,5 милиона евра потребних за исправке.

## Галерија
- Поглед са главне трибине стадиона
- Поглед на јужну трибину са главне трибине стадиона
- Поглед на северну трибину са главне трибине стадиона
- Поглед на северну трибину са јужне трибине стадиона
- Поглед на главну трибину стадиона
- Поглед на источну трибину стадиона
- Поглед на стадион Лагатор споља